# St. George Island (Florida)
St. George Island ist eine Insel vor der Golfküste des US-Bundesstaats Florida. Sie gehört zum Franklin County. Der gleichnamige CDP hatte der Volkszählung von 2020 nach 990 Einwohner.

## Geographie

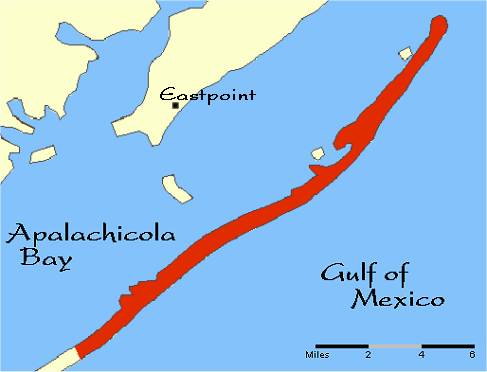
Karte von St. George Island

Die langgestreckte Barriereinsel trennt die Apalachicola Bay vom Golf von Mexiko. Westlich, nur durch den Government Cut  genannten künstlichen Kanal getrennt, schließt sich die unbewohnte Little George Island an, die auch Cape St. George Island genannt wird. Die Inseln sind 48 km lang, nur 400 bis 1600 m breit und maximal 3,6 m hoch. St. George Island ist vom U.S. Highway 98 von Eastpoint über die sieben Kilometer lange Bryant G. Patton Bridge mit dem Auto erreichbar. Die Küste zum Golf von Mexiko besteht aus kilometerlangen Sandstränden.
Die Barriere-Insel schirmt das dahinter liegende Festland vor Hurrikans und tropischen Stürmen ab. Die Insel wurde schon oft von Stürmen verwüstet, jeder Sturm hat die Inselgestalt verändert.

## Geschichte
Die Insel entstand vor etwa 5000 Jahren. Zwischen dem 10. und 15. Jahrhundert waren Muskogee die ersten bekannten Bewohner der Insel. Berge von Muschelschalen enthielten auch Keramikreste und belegen, dass die Indianer Austern und andere Meeresfrüchte gesammelt haben. Ende des 18. Jahrhunderts versuchten europäische Kolonisten, die Insel zu besiedeln. Die Muskogee traten 1803 einen Forbes Grant genannten Teil ihres Landes inklusive St. George Island an den Händler John Forbes ab. Während des Zweiten Weltkriegs diente die Insel für Truppen des an der Straße nach Carrabelle gelegenen Camp Gordon Johnson als Übungsgelände. 1954 wurde der „Government Cut“ oder „Bob Sikes Cut“ genannte Kanal als Schifffahrtsweg zur Apalachicola Bay gebaut, der Little St. George Island von der Hauptinsel trennt. 1965 wurde die Brücke zum Festland fertiggestellt. Die Insel wurde damit für Touristen leichter erreichbar und zum Urlaubsziel.
Die Insel bekam am 8. Februar 2012 den Status eines census-designated place und zählte im Jahr 2020 990 Einwohner.

## Wirtschaft und Sehenswürdigkeiten
In der Mitte der Insel das kleine Geschäftszentrum mit Restaurants und Geschäften sowie ein Flugplatz. Auf der Insel befinden sich zahlreiche Ferienhäuser. Im Osten der Insel liegt der Dr. Julian G. Bruce St. George Island State Park. Die flache Apalachicola Bay ist ein bedeutendes Austernzucht- und Fischereigebiet.
Bis in die Mitte des 20. Jahrhunderts wurden die Elliot-Kiefernwälder der Insel zur Harzgewinnung angeschnitten. Das austretende Harz wurde gesammelt und zur Terpentinherstellung genutzt. An älteren Bäumen sind noch die durch das Anzapfen entstandenen „Cat face“ genannten Narben sichtbar.
Nachdem ein erster, 1833 erbauter und Cape St. George Light genannter Leuchtturm im Westen der Insel 1846 durch Stürme und sein 1848 errichteter Nachfolger bereits 1851 durch einen Hurrikan zerstört wurde, entstand 1852 ein dritter Leuchtturm. Am 10. September 1974 wurde der Turm in das National Register of Historic Places eingetragen. Im Oktober 2005 wurde auch dieser Turm durch einen Hurrikan zerstört und bis 2008 aus gerettetem Material und nach alten Plänen rekonstruiert. Der Leuchtturm dient heute als Museum.

## Umwelt
St. George Island gilt als umweltfreundliche Insel. Der Staat Florida erwarb die zur Bucht gelegenen Ufer der Insel sowie ganz Little St. George Island. Zusammen mit dem St. George Island State Park ist fast ein Drittel der Inselfläche in öffentlicher Hand. Für Gebäude gibt es Maximalgrößen und -höhen, durch Baurichtlinien soll die Insel vor Zersiedelung geschützt werden.